# Конрад ван Гаутен
Конрад ван Гаутен (нід. Coenraad Johannes van Houtent; 15 березня 1801 — 27 травня 1887) — голландський хімік і винахідник.

## Біографія
Народився в сім'ї підприємця Каспаруса ван Гаутена та його дружини Арнольдіни Костер. Батько Конрада відкрив у 1815 році в Амстердамі шоколадну фабрику. За тогочасною технологією какао-боби на фабриці розтирали в дрібну масу, яку потім можна було змішувати з молоком, щоб створити шоколадний напій, або з додаванням цукру, кориці та ванілі робити печиво.
Шукаючи спосіб здешевити виробництво напою з какао, Конрад у 1828 році створив прес, який відокремлював від шоколадної маси какао-масло, а залишки дозволив перемелювати в порошок, який потім легко розчинявся у воді чи молоці. Винахід несподівано виявився корисним і для виробництва цукерок. Адже, повторно змішуючи масло з порошком у різних пропорціях, можна було надавати отриманій масі будь-якої форми.
В 1838 році дія патенту на винахід завершилася, і кондитери всього світу почали запроваджувати технологію ван Гаутена на власних підприємствах.
Сам ван Гаутен не припиняв працювати над вдосконаленням технології. Ще одним його винаходом стала обробка какао-порошку лужними солями (карбонатами калію або натрію), які дозволяли йому легше змішуватися з водою — цей процес отримав назву «голландування». Завдяки ньому голландський шоколад отримав темний колір і м'який смак.